# Rasm al-Kibar
Rasm al-Kibar (arab. رسم الكبار) – wieś w Syrii, w muhafazie Aleppo. W 2004 roku liczyła 417 mieszkańców.